# Château de Brumare
Le château de Brumare est situé sur la commune de Brestot, dans le département de l'Eure.

## Historique
La demeure est occupée par le maire de Brestot (1943 - 28 mai 1951) Emmanuel de Lévis-Mirepoix dont la mère, de la maison de Cossé-Brissac, a hérité et qu'elle a apportée en dot. 
Depuis 2021, le château est réhabilité en gîte et chambres d'hôtes.

## Protection
Le monument fait l'objet d'une inscription au titre des monuments historiques depuis le 13 mars 1978.